# اینو لینو (کشتی‌گیر)
اینو لینو (انگلیسی: Eino Leino; ۷ آوریل ۱۸۹۱ – ۳۰ نوامبر ۱۹۸۶) کشتی‌گیر آزاد اهل فنلاند بود.
وی در مسابقات کشوری و بین‌المللی در مجموع برندهٔ ۱ مدال طلا، ۱ مدال نقره، ۲ مدال برنز شده‌است.